# Дустум, Абдул-Рашид
Абду́л-Раши́д Дусту́м (узб. Abdul Rashid Doʻstum, дари عبدالرشید دوستم, род. 25 марта 1954) — афганский военный и политический деятель узбекского происхождения. Маршал, ранее один из двух действующих вице-президентов Афганистана. Герой Демократической Республики Афганистан (дважды — 1986, 1988). Один из руководителей подавления мятежа генерала Таная. Председатель Национального исламского движения Афганистана с 17 марта 1992 года.
В период существования Демократической Республики Афганистан сражался на стороне правительства Наджибуллы против моджахедов, но позднее перешёл на их сторону. В ходе продолжающейся гражданской войны вступал в альянсы с различными противоборствующими группировками; в условиях полной децентрализации власти в стране де-факто создал на подконтрольных ему территориях собственное государство.

## Биография
Родился 25 марта 1954 года в населённом преимущественно этническими узбеками и туркменами кишлаке Ходжа Ду Кух близ города Шиберган, являющегося административным центром провинции Джаузджан. Из бедной семьи дехкан. Отец — этнический узбек, а мать — этническая туркменка. Сам Дустум в своих публичных выступлениях и интервью называет себя исключительно узбеком, а по религиозной принадлежности — суннитом. В раннем возрасте получил начальное исламское образование, но был вынужден рано бросить школу из-за экономических трудностей семьи. В 1970 году начал работать на государственном газоперерабатывающем заводе в Шибергане, одновременно став членом и активистом в местном профсоюзе. Через работу в профсоюзе стал заметной политической личностью у себя в провинции.
Произошедший 17 июля 1973 года государственный переворот и свержение монархии в Королевстве Афганистан активист профсоюза А. Дустум и его сторонники приветствовали. Новое правительство Афганистана начало вооружать работников нефтегазового сектора и промышленности, а также дехкан, для их помощи новым властям «для защиты и укрепления народной революции» против сторонников монархии и старых устоев. А. Дустум стал одним из главарей местной вооружённой ячейки энергетиков, и обрёл ещё больше сторонников и бойцов. Но спустя пару лет, разочаровался в идеях и проводимой правительством политике, и стал его критиком и противником, из-за чего северо-запад Афганистана стал в целом нелояльным к Мухаммеду Дауду. Отказывался стать членом правящей тогда антикоммунистической и пуштунистской Национально-революционной партии Афганистана.
После Апрельской революции в апреле 1978 года, которую всячески поддерживал, он поступил на службу в Вооружённые силы Демократической Республики Афганистан, пройдя военную подготовку в Джелалабаде и Кабуле. После прохождения обучения, был назначен главой группы, ответственной за охрану Шибергана и его окрестностей, под эгидой Министерства национальной безопасности Демократической Республики Афганистан. В 1979 году вступил в ряды правящей просоветской Народно-демократической партии Афганистана, став сторонником её умеренного крыла — фракции «Парчам», возглавляемого Бабраком Кармалем. В 1980 году был направлен на военную учёбу в СССР, учился в Ташкенте и Москве.
В годы Афганской войны был командиром 53-й дивизии правительственных войск, состоящей преимущественно из узбеков. После вывода советских войск поддерживал просоветское афганское правительство Наджибуллы. Возглавлял партию Национальное исламское движение Афганистана (НИДА), выступавшую за федерализацию Афганистана. После поражения просоветского режима в 1992 возглавил фактически независимый 2,5-миллионный центрально-северный регион Афганистана (провинции Балх, Джаузджан, Фарьяб, Кундуз) со столицей в Мазари-Шарифе, прозванный «Дустумистаном», который имел собственное правительство, деньги и хорошо вооружённую армию (в том числе танки и самолёты советского производства) численностью до 65 тысяч человек.
В ходе продолжающейся гражданской войны вступал в альянсы с различными противоборствующими группировками: с Хекматияром против Масуда, с талибами против Хекматияра, с Масудом против талибов.
В начале 1995 года посетил Ташкент и один на один беседовал с президентом Исламом Каримовым, что ещё раз было расценено как тайный сговор между ними, направленный на поддержку сепаратистских устремлений генерала по воссоединению узбекского региона Афганистана с Узбекистаном. В 1996 «Дустумистан» вошёл в состав второго Северного альянса, противостоящего центральному афганскому правительству талибов. 25 мая 1997 после потери ряда провинций из-за предательства второго человека в «Дустумистане» — Малика — А. Дустум эмигрирует в Турцию, а «Дустумистан» прекращает существование и оказывается во власти талибов. После перехода Малика обратно на сторону Северного альянса и освобождения «Дустумистана», Дустум возвращается в Афганистан в сентябре 1997 года. В августе 1998 года талибы во второй раз захватывают «Дустумистан», а сам Дустум эмигрирует в Узбекистан.
После разгрома талибов в 2001 году вернулся в Афганистан и вошёл в состав нового правительства. В 2004 году баллотировался на пост президента страны и занял четвёртое место, набрав 10 % голосов. В 2005 году назначен начальником штаба верховного командования вооружёнными силами Афганистана. В 2008 году после нападения на своего бывшего союзника Акбара Бая отстранён от должности начальника Генштаба и отправлен в ссылку. В 2009 году вернулся в Афганистан и стал активно участвовать в политической жизни страны. С конца 2009 — начальник штаба верховного командования вооруженными силами Афганистана. С 2014 года избран 1 вице-президентом Афганистана. Активный участник вооруженного конфликта с ИГ на территории Афганистана.

### Армейская карьера
10 июля 1989 года был произведён в генерал-майоры. Генерал Махмут Гареев, являвшийся главой советской оперативной группы при президенте Наджибулле, рассказывает:

При встречах в Ставке или в районах боевых действий мы с ним обычно разговаривали по-узбекски. При первой встрече зимой 1989 г. он был ещё полковником. Как-то, как бы случайно, я спросил президента, почему такой боевой командир ходит в полковниках? Президент, улыбаясь, ответил: «Видите, как вы о своих узбеках заботитесь». Через некоторое время я увидел Дустума в чине генерала и тепло его поздравил. Личный состав 53-й дивизии не отличался дисциплинированностью, но был хорошо закалён в боевых действиях. Офицеры и солдаты Дустума предпочитали кратковременные решительные действия и не любили длительные позиционные действия. Сам Дустум, человек очень горячий и решительный, во время боевых действий никогда не командовал издалека, а был непосредственно в боевых порядках своих подразделений. За горячность и некоторую экстравагантность поведения его называли «афганским Чапаевым». В целом, это очень талантливый человек.
— Гареев М. А. Афганская страда
В марте 1992 года генерал Дустум перешёл на сторону оппозиции. Он объявил о создании политической организации — Национальное исламское движение Афганистана.

### Война с талибами
11 октября 1996 года А. Дустум заключил союз с Раббани и Масудом о создании антиталибского «Высшего совета обороны Афганистана», а спустя три дня признал легитимность правительства Раббани.
2 августа 1998 года талибы овладели провинцией Джаузджан, а 3-4 августа — Балхом, причём под их контроль перешёл город Шибарган, где располагалась ставка Дустума и вся его авиация.

### Карьера при Карзае и Гани
24 декабря 2001 года был назначен заместителем министра обороны Афганистана во временном правительстве Хамида Карзая.
20 января 2005 года талибы предприняли неудачную попытку покушения на жизнь Дустума. Террорист-смертник под видом попрошайки попытался приблизиться к нему в мечети, где тот совершал утреннюю молитву, но охранники генерала преградили террористу путь, после чего он взорвал себя. 18 апреля того же года президент Хамид Карзай назначил Дустума начальником штаба верховного командования вооружёнными силами Афганистана.
В 2019 году Дустум предлагал сменившему Карзая на посту афганского президента Ашрафу Гани и США план по разгрому талибов на севере Афганистана за шесть месяцев. План этот однако так и не был реализован.
В июне 2020 года ему было присвоено звание маршала.
6 августа 2021 года боевики «Талибана» захватили и подожгли особняк Дустума в Шибергане. В ночь на 15 августа 2021 года маршал с остатками верных ему вооружённых формирований бежал из Афганистана в Узбекистан после наступления боевиков радикального движения «Талибан» на афганскую провинцию Балх. После захвата талибами Кабула в столичном дворце Дустума поселились 150 боевиков. В октябре 2021 года Дустум перебрался в Турцию.

## Награды
- Звание «Герой Демократической Республики Афганистан» с вручением медали «Золотая звезда» и ордена Саурской революции (1986 год).
- Звание «Герой Демократической Республики Афганистан» с вручением второй медали «Золотая звезда» и ордена «Солнце Свободы» (1988 год).

## Личная жизнь
Помимо родного узбекского, говорит также на языке пушту, владеет русским и дари.

## В кино
В 2018 году вышел художественный фильм «Кавалерия» (12 Strong), в котором одним из главных персонажей является генерал Дустум.